# Royal Aircraft Factory S.E.4
El Royal Aircraft Factory S.E.4 fue un biplano monoplaza monomotor diseñado y construido por la Royal Aircraft Factory justo antes del comienzo de la Primera Guerra Mundial. Ideado para ser lo más rápido posible, alcanzó una velocidad de 217 km/h, lo que le hizo el avión más rápido del mundo en 1914, pero no hubo producción en masa y pronto fue retirado debido a un accidente.

## Diseño y desarrollo
En abril de 1913, Henry Folland, uno de los diseñadores del talentoso grupo reunido en la Royal Aircraft Factory, comenzó el diseño de un desarrollo de alta velocidad del anterior S.E.2 (diseñado por Geoffrey de Havilland), el S.E.3. Este diseño fue abandonado en favor del S.E.4, un avión más avanzado ideado para batir el récord mundial de velocidad.
El S.E.4 era un biplano tractor propulsado por un motor rotativo Gnome de 14 cilindros en dos filas con capota ajustada. El fuselaje del avión era de construcción en madera, y fue cuidadosamente aerodinamizado para reducir la resistencia. Aunque a veces se ha afirmado que era de construcción monocasco, el fuselaje estaba, de hecho, construido alrededor de una viga de caja de madera, con cuadernas unidas a ella para dar la forma deseada y recubierto con contrachapado. El piloto se sentaba en una cabina por debajo del borde de fuga del ala superior; de forma poco usual para la época, se realizó una cubierta transparente de celuloide, pero el piloto rechazó volar con ella instalada y nunca se usó. El avión tenía alas de un solo vano, de envergaduras iguales y sin decalaje. Las alas estaban arriostradas con un único soporte de sección en "ɪ" a cada lado, y estaban equipadas con superficies de control de envergadura total en ambas alas superior e inferior. Podían moverse diferencialmente como alerones, o juntos como flaps de cambio de curvatura, estando los huecos entre las alas y las superficies de control recubiertos de redes elásticas para reducir aún más la resistencia. El avión poseía un tren de aterrizaje convencional, con patín de cola, y con las ruedas principales llevadas a cada lado de una ballesta sostenida por un trípode invertido.

## Historia operacional
El futuro diseño, aún por volar, fue mencionado en una reunión de la Royal Aeronautical Society de febrero de 1914 por el general de brigada David Henderson, que dijo: "si alguien quiere conocer qué país tiene el aeroplano más rápido del mundo, es Gran Bretaña". El S.E.4 voló por primera vez en junio de 1914, mostrando un rendimiento tan bueno como se esperaba, con una velocidad máxima de 217 km/h, haciéndole el avión más rápido del mundo. El novedoso montaje de las ruedas principales demostró ser inestable durante el carreteo, y fue reemplazado por soportes en V más convencionales. El motor tenía tendencia a sobrecalentarse, por lo que el tapabuje de la hélice disponía de una apertura recortada y un ventilador instalado dentro para ayudar a refrigerarlo.
Aunque fue alabado por sus pilotos, incluyendo a John Salmond, que más tarde llegó a ser Jefe del Estado Mayor Aéreo, su velocidad de aterrizaje de 84 km/h fue considerada demasiado alta para su uso operacional, y el motor todavía no era nada fiable, siendo reemplazado por un motor rotativo Gnome Monosoupape de 75 kW (100 hp). Con este motor, la velocidad cayó a unos menos impresionantes 148 km/h.
El S.E.4 resultó muy dañado en un accidente al aterrizar el 12 de agosto de 1914, siendo el modelo abandonado. Aunque el S.E.4a tenía una designación similar, era, realmente, un avión completamente diferente.

## Variantes
S.E.3
Diseño derivado del S.E.2, no construido.
S.E.4
Desarrollo del S.E.3, uno construido.

## Operadores
Reino Unido
- Real Cuerpo Aéreo

## Especificaciones (Gnome de 160 hp)
Referencia datos: The British Fighter since 1912

### Características generales
- Tripulación: Uno (piloto)
- Longitud: 6,5 m (21,3 ft)
- Envergadura: 8,4 m (27,5 ft)
- Altura: 2,7 m (9 ft) (tren de aterrizaje inicial de trípode)
- Superficie alar: 17,5 m² (188,4 ft²)
- Planta motriz: 1× motor rotativo de 14 cilindros refrigerado por aire Gnome Double Lambda.
  - Potencia: 120 kW (165 HP; 163 CV)
- Hélices: De cuatro palas

### Rendimiento
- Velocidad máxima operativa (Vno): 217 km/h (135 MPH; 117 kt)
- Alcance: 1 h[10]
- Régimen de ascenso: 8,1 m/s (1594 ft/min)

## Aeronaves relacionadas

### Desarrollos relacionados
- Royal Aircraft Factory S.E.2
- Royal Aircraft Factory S.E.4a

### Secuencias de designación
- Secuencia S.E._ (interna de Royal Aircraft Factory (Santos Experimental/Scout Experimental)): S.E.1 - S.E.2 - S.E.3 - S.E.4 - S.E.4a - S.E.5 - S.E.5a →